# Disqueuse

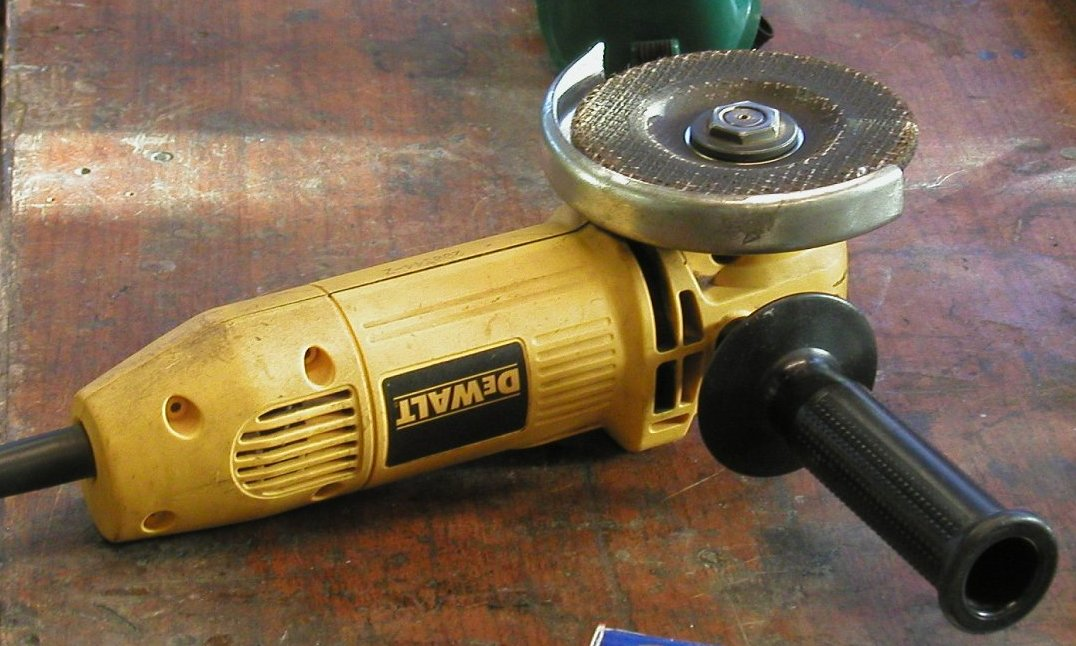
Disqueuse.

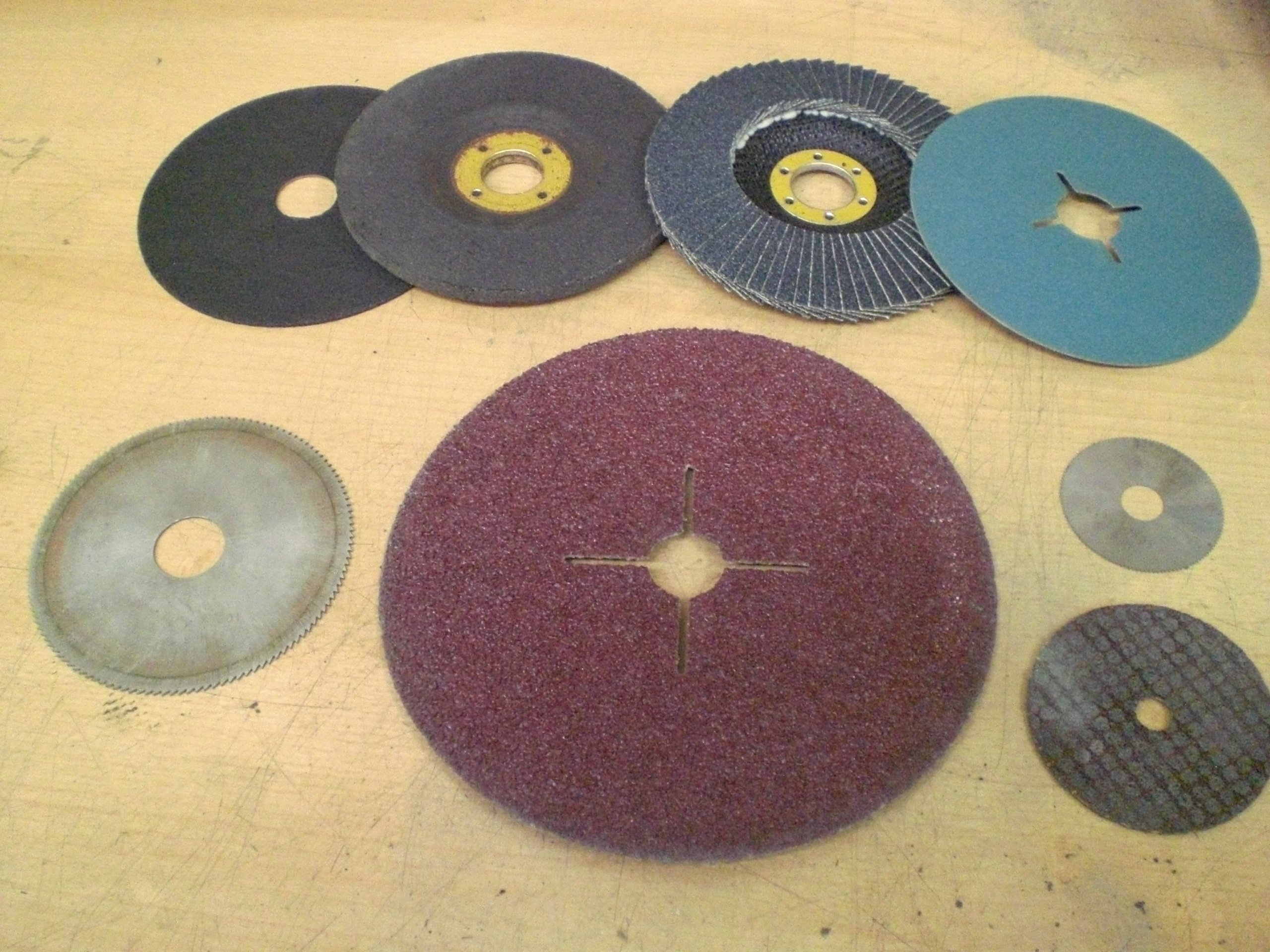
Divers type de disques abrasifs.

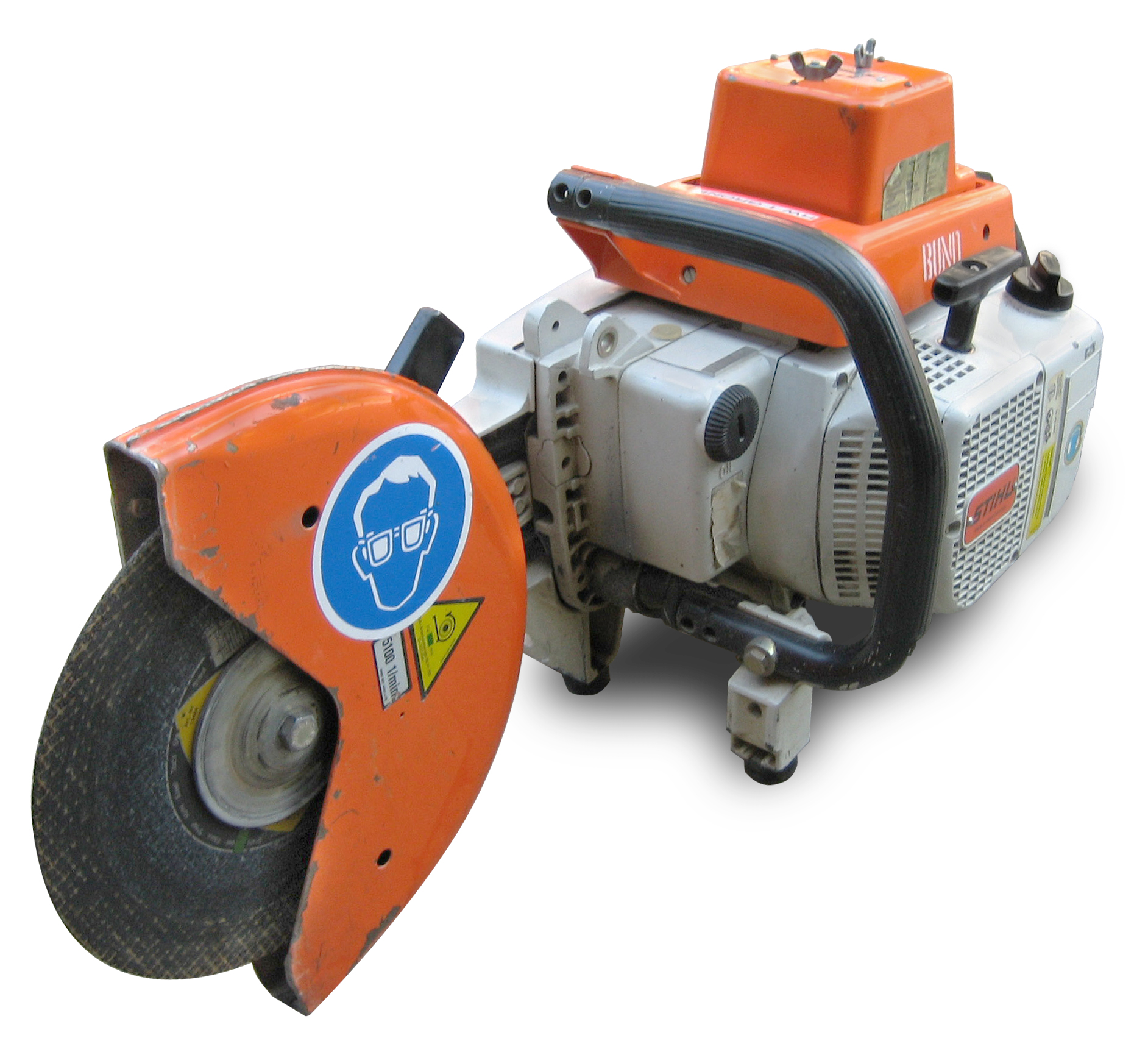
Tronçonneuse-disqueuse de chantier.

Une disqueuse, ou meuleuse d'angle, est un outil électrique portatif sur lequel est monté un disque qui peut être abrasif sur la face ou la tranche (selon l'usage qui en est fait). Cet outil est semblable à une meuleuse et à une scie circulaire dans son utilisation, mais sa prise en main lui confère des applications particulières. Il permet de meuler ou de tronçonner différents matériaux selon le disque utilisé. Le disque est entraîné en rotation par l'intermédiaire d'un renvoi d'angle (couple de pignons coniques), d'où la dénomination meuleuse d'angle.

## Utilisation
Il est impératif de porter des lunettes de protection ainsi qu'un casque antibruits. 
Un masque de protection est préférable, en particulier pour la découpe de béton, la poussière très fine est particulièrement nocive. Le port des gants est recommandé pour éviter les projections. 
La prise en main doit être ferme, les disqueuses étant en général très puissantes (plus de 1000 watts).

## Dimensions des disques
Il existe trois principales dimensions utilisables avec la disqueuse correspondante :
- Ø 115
- Ø 125
- Ø 230

Ces machines sont généralement utilisées par les bricoleurs et les professionnels s'occupant de petits travaux domestiques.
Les disques diamantés de diamètre supérieur (300, 350 et 400 mm) sont destinés à être utilisés dans le cadre de la taille de pierre et des travaux publics, sur des tronçonneuses thermiques, où la disqueuse est alors entraînée par un moteur à combustion interne. Il existe aussi des scies de sol, utilisées pour faire des saignées dans la voirie afin d'y placer des câbles et des tuyaux, qui utilisent des disques de diamètres allant de 300 à 900 mm, ainsi que des scies de maçon, machines électriques fixes destinées à la découpe des matériaux de construction.

## Types de disques et utilisations
- Les disques diamant sont utilisés en maçonnerie, et en taille de pierre. Ils sont fabriqués à partir de poussière de diamant synthétisée industriellement. Les poussières abrasives sont incorporées dans un acier tendre ; elles permettent de tronçonner les matériaux les plus durs.
  - Disque diamant segmenté : utilisé en maçonnerie pour les briques, pierres, parpaings, béton. En taille de pierre il est utilisé lors des épannelages. La segmentation permet une découpe plus rapide mais moins nette. Les segments sont assemblés sur un centre-acier soit par frittage à chaud sous pression (tenue et sécurité moyenne), brasage à l'argent (réversible, utilisée pour les très grands diamètres), ou soudure au laser (meilleure ténacité et sécurité).
  - Disque diamant continu : utilisé en maçonnerie pour les matériaux d'ornements, carrelage, dalle fine. En taille de pierre, il est utilisé pour surfacer les faces ou faire une arête nette. La découpe est plus lente mais nette.
  - Disque diamant crénelé : compromis entre les deux formes précédentes, il permet une bonne qualité de coupe, une vitesse rapide et peu d'échauffements, sur la plupart des matériaux de construction et en particulier les tuiles ou les pierres naturelles.
- Les disques composites (aussi appelés « meules minces ») sont fabriqués par frittage de granulats abrasifs sur une toile en fibre de verre à l'aide d'une résine. Ces disques sont utilisés pour les métaux mais aussi pour la pierre. Ils sont beaucoup moins chers que les disques diamants mais s'usent plus vite, et la profondeur maximale de coupe se réduit au fur et à mesure de l'usure. Cependant la découpe des alliages d'aluminium n'est pas aisée: l'aluminium est mou et bouche les porosités du disque qui n'est alors plus abrasif.
  - pour meuler : le disque est épais (entre 4 mm et 8 mm) afin de supporter les efforts axiaux.
  - pour tronçonner : le disque est plus fin (1 à 4 mm), c'est la tranche du disque qui est utilisée.
- Les disques en acier ou lames sont utilisés pour la découpe du bois, ils sont du même type que pour les scies circulaires. Les dents de ces lames sont soit dans la masse du disque (économique), soit en plaquettes rapportées en matériau plus dur (tungstène, carbure, aciers spéciaux).
- Il existe d'autres outils adaptables aux disqueuses : disques de ponçage et disques de lustrage.

## Sécurité d'utilisation et Liens externes
- Notice dans un dictionnaire ou une encyclopédie généraliste :   - Enciclopedia De Agostini

Des informations sur les règles de sécurité pour l'utilisation des meuleuses et des disques diamantés se trouvent à ces endroits :
- Fédération Européenne des Producteurs d'Abrasifs (FEPA)